# Eleonora Abramowna Bloch

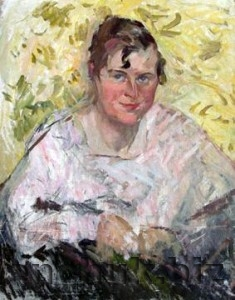
Eleonora Abramowna Bloch (A. A. Kokel, 1917–1924)

Eleonora (Leonora) Abramowna Bloch (ukrainisch Леонора Абрамівна Блох, russisch Элеонора (Леонора) Абрамовна Блох; * 12. Apriljul. / 24. April 1881greg. in Krementschuk; † 17. Januar 1943 in Alma-Ata) war eine russisch-sowjetische Bildhauerin und Hochschullehrerin.

## Leben
Nach der Ausbildung bei Robert Romanowitsch Bach an der Zeichenschule der St. Petersburger Gesellschaft zur Förderung der Künste studierte Bloch 1898–1905 in Paris bei Auguste Rodin. Ab 1910 beteiligte sie sich an verschiedenen Ausstellungen. Ab 1912 arbeitete Bloch in St. Petersburg und schuf impressionistische Porträts.
Ab 1917 lebte und arbeitete Bloch in Charkow. Sie beteiligte sich an Lenins Projekt der Monumentalen Propaganda. Sie lehrte am Charkower Kunst-Technikum und dann am Charkower Kunst-Institut (heute Charkower Staatliche Akademie für Design und Kunst). Sie war Mitglied der Assoziation der Revolutionären Kunst der Ukrainischen SSR (ARIU), der Kunstwerkstatt-Vereinigung, der Europäischen Gesellschaft zur Förderung der Künste und der Union der Bildhauer und Künstler. 1927 beteiligte sie sich an der ersten allrussischen Ausstellung der ARIU. 1935 wurde sie zur Professorin ernannt. Zu ihren Schülerinnen und Schülern gehörten u. a. Maria Schockel-Rostowskaja und Wassyl Ahibalow. Sie verfasste ein Buch in ukrainischer Sprache über ihre Lehrzeit bei Rodin.
Im Deutsch-Sowjetischen Krieg wurde Bloch nach Kasachstan evakuiert, wo sie dann starb.

## Werke
- Rodin-Büste (um 1900)
- Jean-Jaurès-Büste (um 1900)
- Skulptur Italienisches Mädchen (1912)
- Karl-Marx-Büste (1933)[1]
- Friedrich-Engels-Büste (1933)[1]
- Taras-Schewtschenko-Denkmal in Bohoduchiw
- Maxim-Gorki-Denkmal in Donezk (1933)[1]
- Porträtskulpturen von Mychajlo Kozjubynskyj, Ilja Iljitsch Metschnikow, Michelangelo u. a.
- Skulpturen Freude der Mutterschaft (1935), Arbeiterjugend (1942), Kasachische Krankenschwester (1942)[1]